# تپه چای‌آراسی
تپه چای آراسی مربوط به سدهٔ ۸–۶ ه.ق است و در شهرستان نقده، بخش مرکزی، دهستان بیگم قلعه، روستای بیگم قلعه واقع شده و این اثر در تاریخ ۷ خرداد ۱۳۸۷ با شمارهٔ ثبت ۲۲۹۲۱ به‌عنوان یکی از آثار ملی ایران به ثبت رسیده است.